# Joseph-Marie de Gérando
Joseph Marie de Gérando, barone de Gérando; nato Joseph Marie Degérando (Lione, 1772 – Parigi, 1842), è stato un filosofo francese.

## Biografia
Di origini italiane, lasciò la Francia nel 1789, ritornandovi pochi anni dopo per prendere parte alle vicende politiche del Direttorio e di Napoleone Bonaparte.
Membro dell'Accademia francese, insegnò dal 1818 diritto amministrativo a Parigi; fu inoltre pari di Francia. Aderente allo spiritualismo, la sua opera più importante è la Storia comparata dei sistemi filosofici relativamente ai principi della conoscenza umana (1804).
Con le Considérations sur les diverses méthodes à suivre dans l'observation des peuples sauvages, "Considerazioni sui metodi da seguire nell'osservazione dei popoli selvaggi", inaugurò l'antropologia moderna.
Dedicò diverse opere allo studio dei sistemi di assistenza e beneficenza del XIX secolo, in particolare Le visiteur du pauvre. Negli anni 1809-1810 fu membro della Consulta straordinaria degli stati romani, dove agì da figura cardine dell'organizzazione assistenziale del governo napoleonico di Roma